# Clascotérone
 (mars 2020).
La clascotérone, dont le nom de code de développement est CB-03-01 et les marques Winlevi (pour l'acné) et Breezula (pour l'alopécie), est un médicament anti-androgène qui sera utilisé pour le traitement de l'acné et est en cours de développement pour traiter l'alopécie androgénétique chez l'homme et la femme, ainsi que l'hirsutisme. Il sera administré sous forme de crème ou solution à appliquer sur la peau (par exemple sur le visage ou le cuir chevelu).
La clascostérone est un anti-androgène, ou antagoniste du récepteur des androgènes, la cible thérapeutique des androgènes tels que la testostérone et l'androstanolone,. Elle ne présente aucune absorption (en) systémique[réf. nécessaire] — en d'autres termes, elle n'occasionne aucune interférence avec le système endocrinien — lorsqu'elle est appliquée sur la peau.
Le médicament est développé par Cassiopea (Lainate, Italie) et Intrepid Therapeutics (San Diego, États-Unis). En 2019, il termine les essais cliniques de phase III pour le traitement de l'acné et est approuvé le 27 août 2020 par la FDA pour cette utilisation. Les essais cliniques de phase III pour la perte de cheveux chez les hommes devraient être mis en place à partir du dernier trimestre de 2020 ou début 2021. Ceux pour l'alopécie féminine ont été retardés en raison de la crise sanitaire mondiale de Covid-19 et sont en cours de phase II.

## Utilisation médicale

### Acné
Un essai clinique pilote de huit semaines réalisé en 2009 sur des hommes avec une crème topique de clascotérone à 1 % a montré que le médicament réduisait significativement les symptômes de la maladie et était bien toléré. En outre, son efficacité était nettement supérieure à celle du comparateur actif, la crème de trétinoïne à 0,05 %.
En avril 2020, l'innocuité et l'efficacité de la crème de clascotérone à 1 % sur le traitement de l'acné faciale sont confirmées par les résultats de deux études réalisées en parallèle auprès d'hommes et femmes atteints de la maladie. Son autorisation de mise sur le marché, prévue pour début 2021 aux États-Unis, est accordée par la FDA le 27 août 2020 pour une utilisation chez les sujets âgés d'au moins 12 ans. Il s'agit du premier traitement contre la maladie à être homologué depuis l'isotrétinoïne, en 1982.

### Alopécie androgénétique
En avril 2019, à la suite d'une étude visant à tester l'innocuité et comparer l'efficacité de différents dosages de clascotérone en solution — 2,5 %, 5 % et 7,5 % — sur des sujets masculins, les résultats les plus probants furent ceux obtenus par l'application biquotidienne de la solution à 7,5 %. Sa mise sur le marché pour le traitement des hommes est envisagée pour 2023.
En raison de la pandémie de Covid-19, le recrutement des sujets pour l'étude dédiée au dosage adapté aux femmes a dû être mis en suspens durant trois mois, et l'étude de phase III pour le traitement des hommes, d'une durée de six mois, être repoussée.
À l'heure actuelle, seuls le minoxidil (sous forme de solution topique) et le finastéride (sous forme de gélules de 1 mg) sont reconnus comme traitements de l'alopécie androgénétique.

## Pharmacologie

### Pharmacodynamique
La clascotérone est un anti-androgène stéroïdien (en), ou antagoniste du récepteur des androgènes, la cible thérapeutique des androgènes tels que la testostérone et l'androstanolone,. Dans un essai biologique, la puissance topique du médicament était supérieure à celle de la progestérone, du flutamide (en) et du finastéride et était équivalente à celle de l'acétate de cyprotérone. De même, il est nettement plus efficace comme anti-androgène que d'autres antagonistes des récepteurs des androgènes tels que l'enzalutamide et la spironolactone dans les cellules de la papille dermique du cuir chevelu et les sébocytes in vitro.

### Pharmacocinétique
Chez les rongeurs, on a constaté que la clascotérone possédait une forte action anti-androgène locale mais une action anti-androgène systémique négligeable lorsqu'elle était administrée par injection sous-cutanée. Dans cette optique, le médicament n'est pas progonadotrope (en) chez les animaux.

## Chimie
La clascostérone, également connue sous les noms de 17α-propanoate de cortexolone, 17α-propanoate de 11-désoxycortisol, 17α-propanoate de 17α,21-dihydroxyprogestérone ou encore 17α-propanoate de 17α,21-dihydroxyprégnénolone-4-èn-3,20-dione, est un stéroïde prégnane synthétique et un dérivé de la progestérone et du 11-déoxycortisol. Il s'agit plus précisément de l'ester de C17α propanoate et du 11-désoxycortisol.
Le 17α-butanoate de 9,11-déhydro-cortexolone (en) (CB-03-04) est un analogue de la clascotérone.

## Histoire
L'activité anti-androgène des esters C17α de 11-désoxycortisol est découverte de manière fortuite en 2004.
La clascotérone est sélectionnée pour son développement sur la base de son profil de médicament optimal.

## Société et culture

### Noms génériques
Clascoterone est le nom générique du médicament ainsi que sa DCI.